# 2010 aux Fidji
Cet article présente les faits marquants de l'année 2010 aux Fidji.

## Évènements

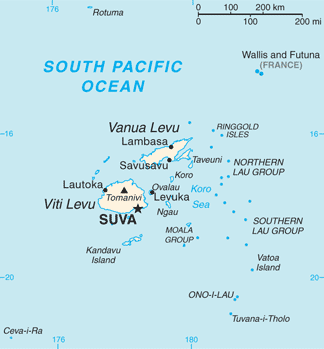
Îles Fidji

- Lundi  15 mars 2010 : un puissant cyclone, « Thomas », de catégorie 4 sur une échelle de 5, a frappé ce matin le nord des îles Fidji endommageant de nombreuses maisons et récoltes et provoquant l'évacuation de quelque 5 000 personnes vers des refuges. Il est accompagné de vents d'une vitesse moyenne de 170 à 200 km/h avec des rafales à 270 km/h. Vanua Levu est l'île la  plus exposée.

- Dimanche 10 octobre 2010 : le pays faite les 40 ans de son indépendance obtenue en 1970.

- Vendredi 15 octobre 2010 : la responsable des archives du gouvernement, Salesia Ikaniwai, reconnaît que  l'Ordre d'indépendance, confirmant l'accès à l'indépendance en 1970 et où sont écrits les fondements de la Constitution, a disparu il y a cinq ans. Auparavant colonie britannique, le gouvernement fidjien a finalement contacté les autorités britanniques pour obtenir une copie de ce document qui avait été remis formellement au nouveau pays indépendant par le prince Charles[1].